# Pierre-Salomon-Isaac Brisac
Pierre-Salomon-Isaac Brisac, francoski general, * 1897, † 1975.